# Kevin Amuneke
Kevin Onyekachi Amuneke (Eze Obodo, 10 de maio de 1986) é um futebolista nigeriano que está sem clube.

## Carreira
Jogou também por Landskrona BoIS, Vitória de Setúbal, CSKA Sófia e IFK Norrköping. É o irmão mais novo de Kingsley, Emmanuel Amunike e FC Timişoara.